# Josep Fradera i Soler
Josep Fradera i Soler (Mataró, Maresme, 10 de gener 1924 - Mataró, Maresme, 31 de març 2015) va ser un promotor cultural i social català.
Des de Mataró va dur a terme diverses iniciatives culturals, pedagògiques i ciutadanes de caràcter social, innovador i catalanista. Va ser jugador de futbol a tercera divisió amb el CE Mataró. Fou crític cinematogràfic a la revista Iluro per iniciativa de Lluís Josep Comeron i Martín. El 1957 va ser cofundador del cine-club Film Ideal Club, impulsant el cinema-fòrum a Mataró. i el 1969 cofundador del setmanari independent en català El Maresme, que fou tancat diverses vegades per la censura.
El 1975 presidí la secció mataronina d'Òmnium Cultural i el 1965 col·laborà en la fundació i fou primer president de l'Escola Anxaneta, d'inspiració catalana i democràtica. I fou escollit per a fer el parlament en el primer onze de setembre autoritzat en 1977.
Quan se celebraren les primeres eleccions municipals democràtiques rebutjà formar part de les llistes del Partit dels Socialistes de Catalunya. Tot i així, en 1985 acompanyà a Madrid el futur ministre d'Indústria Joan Majó (posteriorment alcalde) com a secretari particular. Del 1987 al 1991 fou regidor de cultura de l'ajuntament de Mataró fins que es va jubilar.
El 2004 va rebre un homenatge ciutadà a la vila de Mataró i el 2006 va rebre la Creu de Sant Jordi.